# Fantascienza apocalittica e postapocalittica

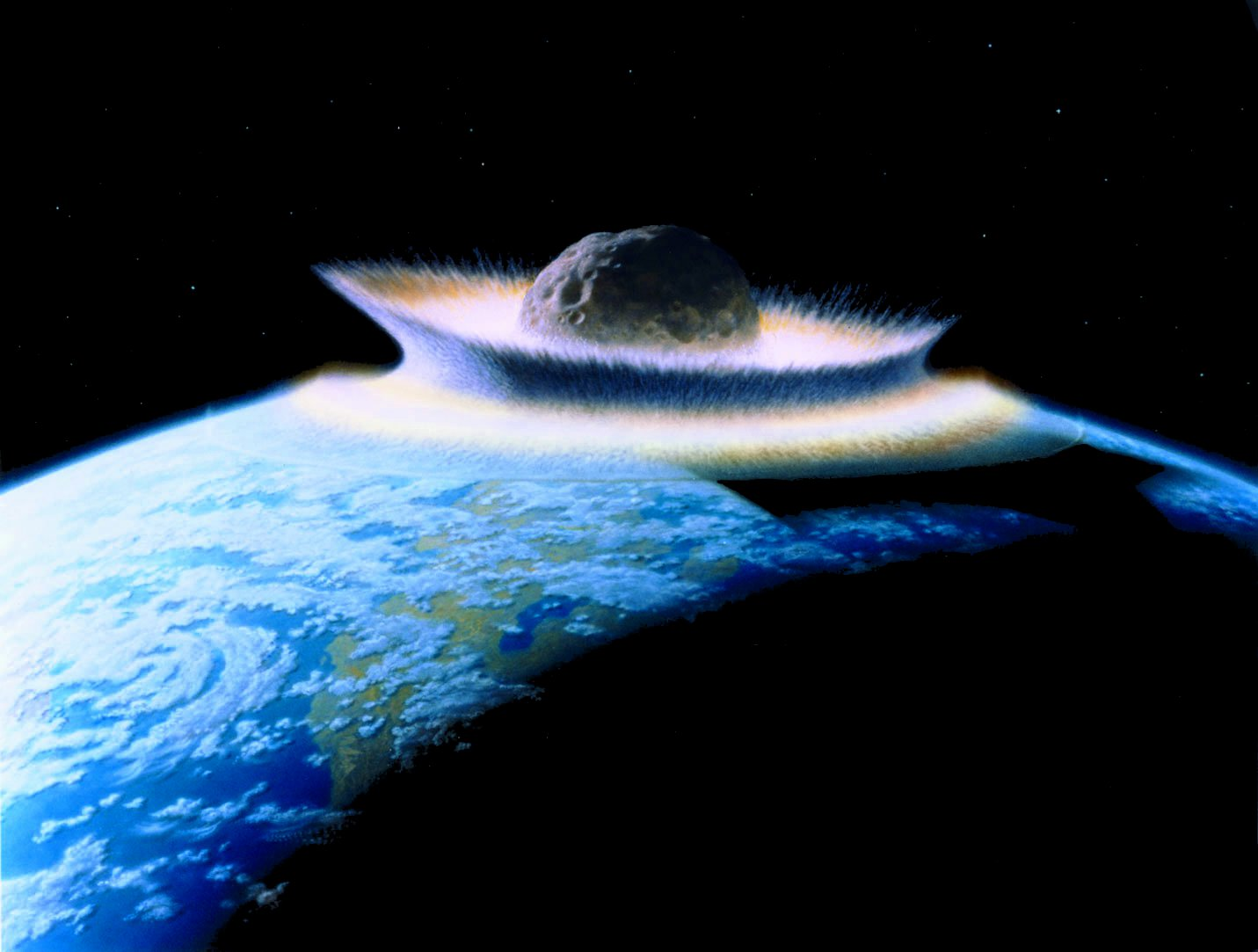
Rappresentazione di un ipotetico impatto di un grosso meteorite sul pianeta, uno degli scenari spesso esplorati nelle opere di fantascienza apocalittica

La fantascienza apocalittica e la fantascienza postapocalittica sono due sottogeneri della fantascienza aventi in comune il tema dell'apocalisse intesa come evento distruttivo, e catastrofico su scala planetaria, in grado di minacciare o di causare l'estinzione della società tecnologica o l'estinzione della specie umana. Si differenziano tra loro perché la fantascienza apocalittica è incentrata sull'imminenza del verificarsi di un evento apocalittico, indipendentemente dal suo reale avverarsi o meno, mentre la fantascienza postapocalittica è incentrata su un mondo devastato da un evento apocalittico già verificatosi, nella sua successiva immediatezza o molto tempo dopo dall'essere avvenuto.

## Origine

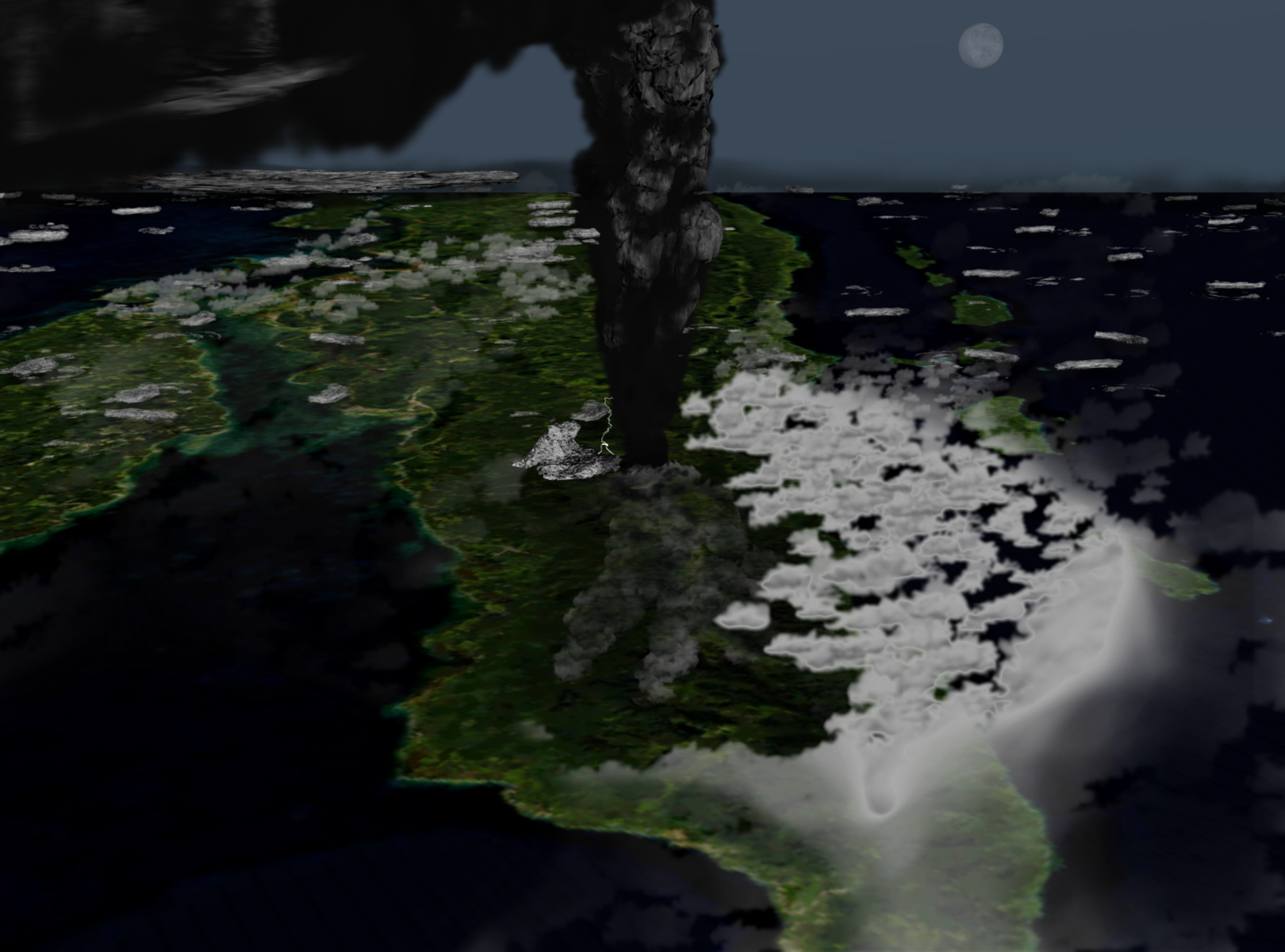
Illustrazione artistica di come l'eruzione del supervulcano Toba sarebbe potuta apparire da un osservatore a 42 km di altezza sopra il nord di Sumatra

Inizialmente ambito delle religioni, la fine del mondo è diventata oggetto di studio della scienza soprattutto a partire dalla formulazione del paradosso di Fermi, e la ricerca di sue possibili soluzioni, che includevano ipotesi apocalittiche sulla fine delle civiltà. È possibile ipotizzare tanti motivi dovuti all'uomo quanti dovuti alla natura per il verificarsi di un evento apocalittico. Al primo gruppo appartengono, ad esempio, le guerre nucleari, il collasso della biosfera per inquinamento ed eccessivo sfruttamento, il collasso del sistema economico per l'impoverimento delle risorse energetiche fossili e minerarie, la bioingegneria con la creazione di organismi geneticamente modificati e le armi batteriologiche, la ribellione delle intelligenze artificiali, la scoperta di micro-organismi patogeni in altri pianeti, gli esperimenti estremi di fisica negli acceleratori di particelle. Al secondo gruppo appartengono, ad esempio, le pandemie, l'impatto con corpi celesti, l'irraggiamento di energia da brillamenti solari o da esplosioni di supernove, le eruzioni di supervulcani, l'inversione del campo magnetico terrestre, la perdita dello strato dell'ozono e, infine, l'invasione di alieni, biologici o robotici, ostili e aggressivi. Attualmente la scienza ritiene probabile che nel passato la specie umana sia andata realmente incontro ad un evento apocalittico, l'eruzione del supervulcano Toba, avvenuta circa 70.000 anni fa. La fantascienza apocalittica e quella postapocalittica, anche quando creano delle trame complesse ed originali, traggono origine da questi temi scientifici.
Alcune opere postapocalittiche o apocalittiche, possono essere tratte invece che dalla fantascienza, dalle religioni e dalle mitologie come ad esempio l'apocalisse cristiana o il Ragnarok nordico, sebbene di fantascienza ci sia poco, restano comunque opere di fantasia. 

## Tematiche narrative

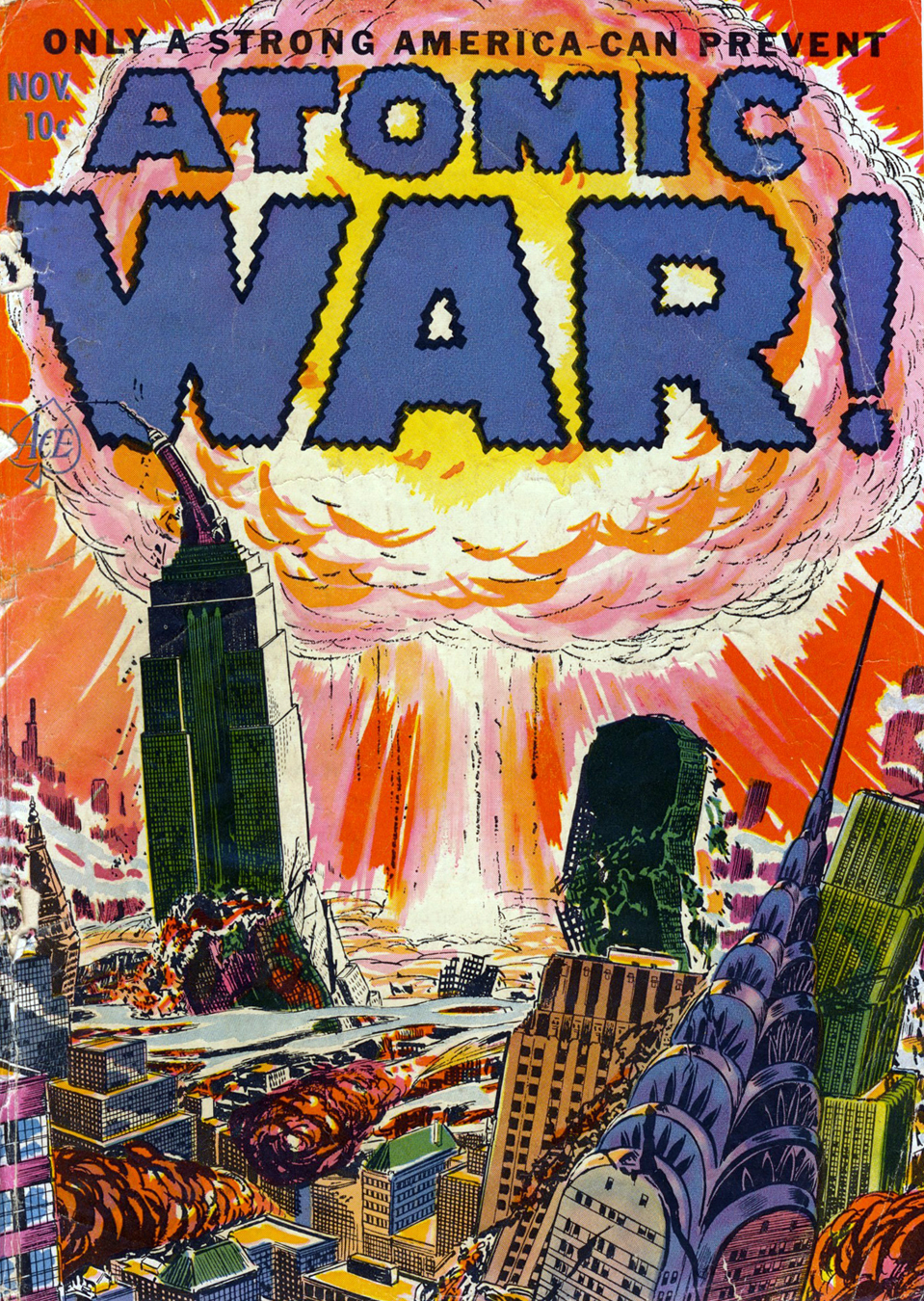
Il fumetto Atomic War! (copertina del novembre 1952) è incentrato su un'ipotetica terza guerra mondiale atomica

La fantascienza apocalittica è un sottogenere della fantascienza incentrato sull'imminente fine del mondo o della civiltà, a causa di guerre nucleari, pandemie, o qualche genere di disastro naturale o artificiale. Un sottogruppo del genere apocalittico è rappresentato dal filone catastrofista.
La fantascienza postapocalittica è invece ambientata in un mondo (o civiltà) già devastato da una catastrofe. L'ambientazione temporale può essere immediatamente successiva alla catastrofe, focalizzandosi sui viaggi o sulla psicologia dei sopravvissuti, o considerevolmente posteriore, comprendendo spesso il tema della perdita della memoria storica, per cui ci si è dimenticati dell'esistenza di una civiltà precatastrofe o la sua storia è divenuta leggenda o mito. La civiltà perduta possedeva in genere un elevato sviluppo scientifico-tecnologico e poteva anche essere una civiltà basata sullo spazio.
Questo meccanismo narrativo consente di scrivere fantascienza soft mentre si giustifica la carenza di avanzamento tecnologico, in tal modo la storia rimane rilevante per il nostro presente al di là di quanto lontano nel futuro possa essere ambientata.
Tra questa forma di fantascienza e quella che si occupa di "false utopie" o società distopiche vi è un'ampia gradazione.
Come gran parte della fantascienza, i temi principali di questo genere si riferiscono spesso a fatti o temi contemporanei all'autore.
(James Berger, 1999)
L'uso di un contesto postapocalittico nei film e l'immaginario tipico che vi si riferisce, come i deserti sconfinati o le vedute aeree di città demolite, i vestiti fatti di cuoio e di pelli di animali, le bande di razziatori, è ormai comune e oggetto di frequenti parodie.
Il gran numero di canovacci di film di serie B a soggetto apocalittico negli anni ottanta e novanta è dovuto ai ridotti bilanci preventivi di produzione di film postapocalittici, nei quali sono stati utilizzati, per rimanere entro gli esigui limiti di budget, complessi industriali ed edifici abbandonati, risparmiando così sulla costruzione di set artificiali. Come risultato, buona parte di questi film sarebbero poi stati scartati dai maggiori studios sulla base dei soli canovacci o quando - a soggetto concluso - si sarebbero cominciati a girare di lì a poco, mentre altri sarebbero in seguito stati convertiti in ambientazioni postapocalittiche, sull'onda del successo ottenuto dalla serie di Mad Max.
Alcuni racconti apocalittici sono stati criticati perché ritenuti non verosimili o forieri di propaganda allarmista. Dal momento che si basano su paure attuali, essi possono diventare anacronistici piuttosto in fretta; senza per altro che ciò si traduca, necessariamente, in un diminuito valore letterario oppure in un loro minor valore come riflessioni sull'uomo e l'umanità: cose, queste ultime, che ad esempio ben si possono osservare nelle opere di John Christopher.
Le opere sul tema - assieme alla saggistica - hanno contribuito alla nascita e allo sviluppo del movimento moderno del survivalismo.

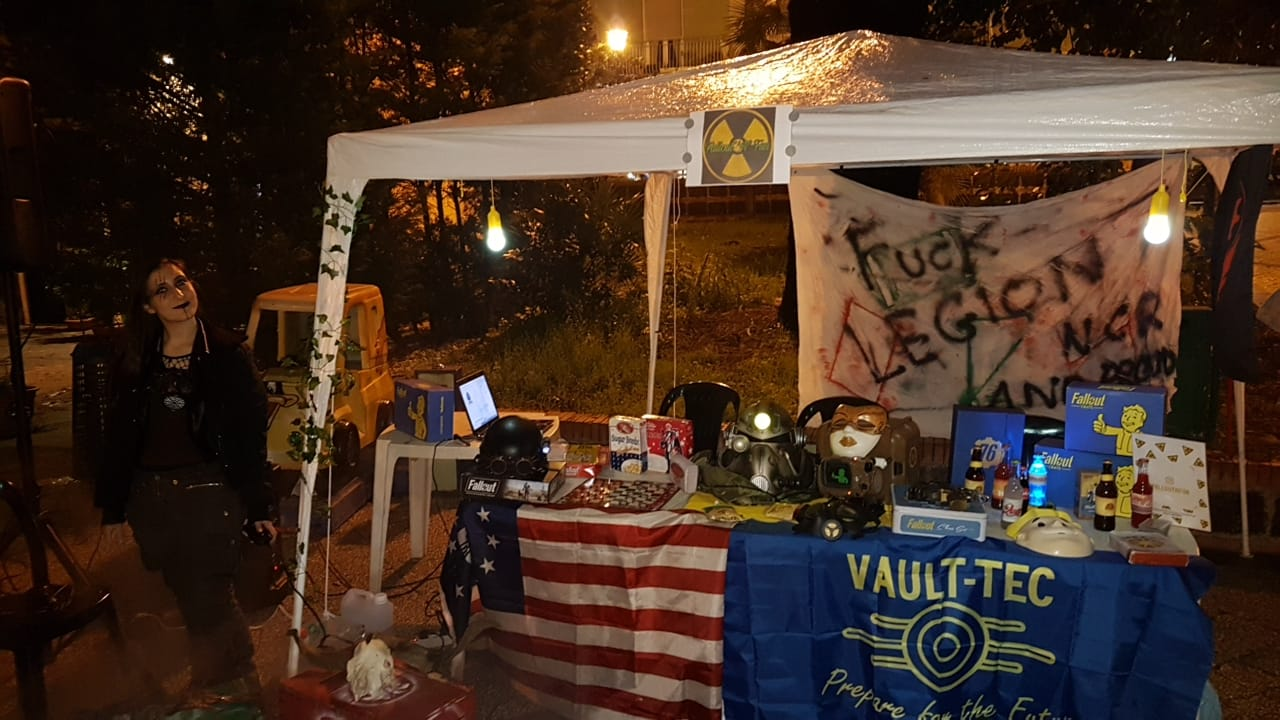
Una cosplayer di Fallout, serie di videogiochi a tema postapocalittico, fotografata durante una fiera del fumetto in un'area dedicata al gioco

Nelle opere postapocalittiche o apocalittiche, di natura mitologica o religiosa, i temi trattati (oltre ad eventualmente quelli sopra descritti), si possono rifare tranquillamente ai temi narrativi dell'apocalisse originaria descritta nella religione o mitologia presa d'ispirazione, ad esempio un'opera basata sull'apocalisse cristiana può riprendere i temi dell'apocalisse cristiana oppure un'opera basata sul Ragnarǫk nordico può riprendere i temi del Ragnarǫk, e così via. 

## Opere

### Genere apocalittico

#### Letteratura
- La nube purpurea (The Purple Cloud, 1901) di M. P. Shiel, in cui la fuga accidentale di un composto gassoso uccide ogni persona sul pianeta.

- Morte dell'erba (The Death of Grass, 1956) di John Christopher, apocalittico, dove un virus stermina tutte le coltivazioni di graminacee, grano, avena, orzo, segale, mais, miglio, canna da zucchero e perfino l'erba facendo regredire la società al medioevo.

- Il vampiro del mare (The Tide Went Out), 1958 di Charles Eric Maine, apocalittico, ipotizza che esperimenti atomici abbiano aperto un'enorme falda nel fondale degli oceani e che da essa tutta l'acqua marina defluisca nel sottosuolo.

- Livello 7 (1959) di Mordecai Roshwald, apocalittico; il diario di uno dei testimoni della distruzione nucleare dell'umanità

- Addio, Babilonia (Alas, Babylon, 1959) di Pat Frank, apocalittico; lo scoppio della guerra nucleare visto da un remoto paesino della Florida. Il titolo del romanzo è ripreso dal libro dell'Apocalisse di Giovanni, 18:10.

- Gomorra e dintorni (The Genocides, 1965) di Thomas M. Disch, apocalittico, in cui una infestazione di piante di origine extraterrestre devasta la Terra e porta l'umanità all'estinzione.

- Il giorno dei trifidi, di John Windam (pseudonimo di John Benyon Harrys), può essere inserito nel genere post-apocalittico in quanto prende le mosse da una pioggia di meteoriti verdi che rende cieca una parte rilevante dell'umanità, ma è questo fatto traumatico che innesca modifiche del comportamento umano fino a degenerazioni della stessa natura umana.

- Fase IV (Phase IV) di Barry N. Malzberg del 1973, è la trasposizione letteraria del film Fase IV: distruzione Terra di Saul Bass distribuito nel 1974, in cui una misteriosa energia spaziale causa mutazioni nelle formiche rendendole intelligenti, cooperative e determinate a sostituirsi all'uomo come razza dominante sulla Terra.

#### Cinema
- Quando i mondi si scontrano (When Worlds Collide) di Rudolph Maté (1951), tratto dall'omonimo romanzo del 1933, astro-catastrofico.

- Esperimento I.S.: il mondo si frantuma (Crack in the World, 1965), apocalittico diretto da Andrew Marton.

- Fase IV: distruzione Terra (Phase IV) di Saul Bass (1974), in cui una misteriosa energia spaziale causa mutazioni nelle formiche rendendole intelligenti, cooperative e determinate a sostituirsi all'uomo come razza dominante sulla Terra.

- Meteor (Meteor, 1979, Ronald Neame), astro-catastrofico.

- Virus. Ultimo rifugio: Antartide (Kinji Fukasaku, 1980).

- Deep impact (Deep Impact, Mimi Leder, 1998), astro-catastrofico.

- Armageddon - Giudizio finale (Armageddon, Michael Bay, 1998), astro-catastrofico.

- Melancholia (Melancholia) di Lars von Trier (2011), astro-catastrofico.

### Genere postapocalittico

#### Letteratura
- La peste scarlatta (The Scarlet Plague, 1912) di Jack London, romanzo breve considerato capostipite del genere catastrofico, in cui si narra di un contagio che annienta la civiltà umana.
- Sui fiumi di Babilonia (By the Waters of Babylon, 1937) di Stephen Vincent Benét, racconto pubblicato originariamente sul  The Saturday Evening Post. Ispirato dal bombardamento di Guernica si racconta della distruzione di New York grazie ai bombardamenti aerei e della riduzione dell'umanità a uno stadio primitivo.
- I trasfigurati (The Chrysalids, 1955), di John Wyndham, in cui la Terra è stata sconvolta, presumibilmente da un olocausto atomico, e le piccole comunità scampate al disastro distruggono o estromettono qualunque individuo caratterizzato da ogni benché minima mutazione.
- L'ultima spiaggia, (On the Beach, 1957) di Nevil Shute; la storia degli ultimi sopravvissuti all'olocausto nucleare che attendono la fine.
- Un cantico per Leibowitz (A Canticle for Leibowitz, 1959) di Walter M. Miller; dopo un crollo dovuto a una guerra nucleare, la civiltà umana si sviluppa di nuovo e recupera le conoscenze perdute, ma alla fine ricade negli errori del passato e precipita in un'altra guerra nucleare
- Il giorno dei trifidi, di John Windam (pseudonimo di John Benyon Harris) può essere inserito nel filone postapocalittico in quanto prende le mosse da un evento catastrofico (una pioggia di meteoriti verdi che rende cieca gran parte dell'umanità), ma allo stesso tempo romanzo di fantascienza psicologica con le diverse valutazioni e le conseguenti diverse risposte che danno i sopravvissuti , con comportamenti di solidarietà o di egoismo fino a degenerazioni della stessa natura umana.
- Cronache del dopobomba (Dr. Bloodmoney, or How We Got Along After the Bomb, 1963) di Philip K. Dick, l'unico romanzo in cui l'autore affronta in modo diretto il tema della catastrofe nucleare, immaginando la società che seguirà.
- Conan, il ragazzo del futuro (The Incredible Tide, 1970) di Alexander Key, romanzo per ragazzi.
- Deus irae (1976) di Philip K. Dick e Roger Zelazny. Romanzo ambientato dopo che, durante la terza guerra mondiale, un uomo ha fatto detonare un ordigno con lo scopo di avvelenare l'aria dell'intero pianeta.
- La strada (The Road, 2006) di Cormac McCarthy.

#### Cinema
- Il mostro del pianeta perduto (Day the World Ended) di Roger Corman (1955), film statunitense, postapocalittico.

- L'ultima spiaggia (On the Beach) di Stanley Kramer (1959), postapocalittico, tratto dall'omonimo romanzo.

- Esperimento I.S.: il mondo si frantuma (Crack in the World, 1965), apocalittico diretto da Andrew Marton.

- Konec srpna v hotelu Ozón di Jan Schmidt (Cecoslovacchia 1967), postapocalittico, tratto da un racconto di Pavel Jurácek.

- Gli avventurieri del pianeta Terra (The Ultimate Warrior, 1975) di Robert Clouse, postapocalittico, tratto dal romanzo L'ultimo guerriero di Bill S. Ballinger e Robert Clouse.

- L'ultima odissea (Damnation Alley, 1977) di Jack Smight.

- 2019 - Dopo la caduta di New York, (Sergio Martino, 1983), postapocalittico.

- The Road (The Road) di John Hillcoat (2009), postapocalittico, tratto dal romanzo di Cormac McCarthy.